# John Guiney
John Joseph Guiney (ur. 26 czerwca 1882 w hrabstwie Middlesex w stanie Massachusetts, zm. 6 lutego 1921 w Bryn Mawr) – amerykański lekkoatleta, kulomiot.
Podczas igrzysk olimpijskich w Saint Louis (1904) zajął 7. miejsce w pchnięciu kulą.
Później pracował jako trener. Zmarł na sepsę.

## Rekordy życiowe
- Pchnięcie kulą – 12,24 (1904)[1]